# Daniel Kęszycki
Daniel Kęszycki (ur. 1 lipca 1884 w Londynie, zm. 29 października 1936 w Poznaniu) – ziemianin, właściciel majątku w Błociszewie koło Śremu, działacz narodowy, uczestnik powstania wielkopolskiego, konsul generalny RP w Opolu.

## Rodzina i młodość spędzona za granicą
Urodził się w rodzinie Stefana Kęszyckiego h. Nałęcz (1847–1911) i Margaret Murphy (1858–1889). Jego ojciec, syn ziemiańskiego rodu osiadłego w Błociszewie, miał burzliwą młodość, według legendy rodzinnej brał udział w powstaniu styczniowym. Doświadczywszy niepowodzeń finansowych i rozwodu, wyemigrował z kraju, pracował jako medyk okrętowy na  statku brytyjskiej marynarki handlowej (pływał między innymi po morzach Dalekiego Wschodu) gdzie zaprzyjaźnił się z Irlandczykami. Matką była Irlandka, która zmarła pięć lat po ślubie. Odziedziczywszy majątek, przeniósł się do Francji, gdzie ożenił się po raz drugi z Estellą d'Epouville i zakupił rezydencję w Ville d'Avray. Daniel Kęszycki był oficerem brytyjskiej Marynarki Handlowej, pływał też na statkach niemieckich. Podobnie jak jego ojciec, poznał  morza  i oceany całego świata.

## Przyjazd do Polski

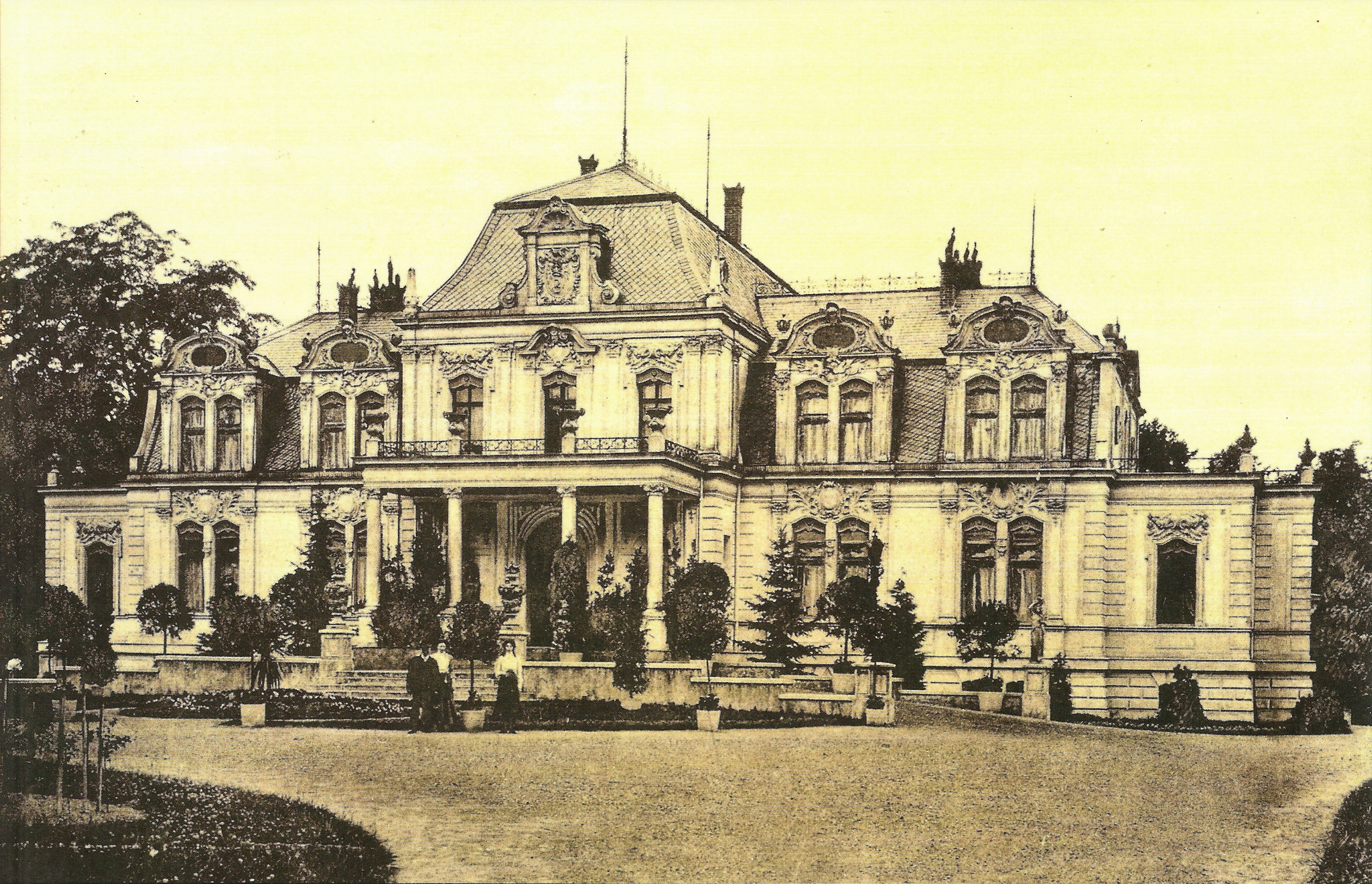
Widok pałacu w Błociszewie w 1912 r., wkrótce po objęciu go przez Daniela Kęszyckiego

Po śmierci ojca Daniel został sprowadzony przez swoją babkę Florentynę (matkę Stefana) do Polski i w 1908 objął rodzinny majątek składający się z Błociszewa i Gaju k. Śremu oraz Polwicy w powiecie średzkim. Odbył praktyki rolnicze w dobrach hr. Krzysztofa Mielżyńskiego w Brzóstowni i Mchach. Na początku nie identyfikował się z polskością, po polsku mówił słabo, lepiej znał język angielski, niemiecki i francuski, w którym później spisał swoje wspomnienia. Później (podobno pod wpływem lektury Sienkiewicza) obudziły się w nim patriotyczne uczucia. Swoją antypruską postawę okazał, między innymi wieszając w swoim pokoju podczas I wojny światowej portret króla Wielkiej Brytanii Jerzego V. Bardzo unowocześnił swój majątek, sprowadzał maszyny, traktory, podłączył Błociszewo do sieci elektrycznej i telefonicznej.

## Udział w powstaniu wielkopolskim
Kiedy wybuchło powstanie wielkopolskie, wziął w nim czynny udział. Jeszcze przed wybuchem powstania w Poznaniu 27 grudnia 1918 Kęszycki działał w Tajnym Komitecie Obywatelskim, później przekształconym w Powiatową Radę Ludową, które w powiecie śremskim przygotowywały się do objęcia władzy po klęsce militarnej Niemiec. W ramach tych przygotowań w powiecie utworzono Straż Ludową, której Kęszycki został komendantem. Po wybuchu powstania 27 grudnia do starć w Śremie jednak nie doszło, ponieważ 30 grudnia niemiecki garnizon w Śremie skapitulował bez walki. Następnie śremską Straż Ludową przekształcono w regularne wojsko powstańcze, tzw. batalion śremski. Za zgodą dowódcy batalionu Stefana Chosłowskiego złożył komendę Straży Ludowej i w batalionie został dowódcą sekcji czterech ciężkich karabinów maszynowych ze stanem osobowym około 50 żołnierzy. 6 stycznia 1919 razem z całym batalionem wyruszył na front, walczył na froncie zachodnim pod Zbąszyniem i Trzcielem, a później w lutym na froncie południowym pod Rawiczem i Miejską Górką.
Podczas powstania działał w Naczelnej Radzie Ludowej w Poznaniu, w której był zwolennikiem walki zbrojnej, przeciwnym polityce ugodowej. Po walkach na froncie w lutym 1919 powrócił do Poznania, gdzie w Naczelnej Radzie Ludowej pracował jako tłumacz języka angielskiego, a od 1 marca był też szefem biura łączności i tłumaczem Komisji Międzysojuszniczej, powołanej przez konferencję pokojową w Paryżu, która tego dnia przybyła do Poznania dla zbadania sytuacji społeczno-politycznej w Wielkopolsce. 

## Udział w powstaniach śląskich
Zdolności organizacyjne, jakie wykazał w Poznaniu, sprawiły, że Wojciech Korfanty w 1919 zaproponował mu pracę w Centralnym Biurze Informacyjnym w Katowicach. Następnie od 1 kwietnia 1920 do 31 marca 1922 pełnił funkcję konsula generalnego RP w Opolu, aktywnie działając na rzecz włączenia Górnego Śląska do Polski. Najpierw reprezentował Polskę wobec Komisji Międzysojuszniczej, która przybyła na Śląsk po I powstaniu śląskim, a podczas plebiscytu był przedstawicielem RP przy Komisji Plebiscytowej, ściśle współpracując z Wojciechem Korfantym. W owym gorącym okresie w historii Górnego Śląska był narażony na napady bojówek niemieckich, nosił też przy sobie kastety, których często musiał używać w obronie własnej. Kiedy Komisja Plebiscytowa planowała niekorzystny dla Polski podział Górnego Śląska, przekazał poufną informację o tym Korfantemu, czego skutkiem było ogłoszenie strajku generalnego i wybuch III powstania śląskiego. 
Aby okazać wdzięczność zwłaszcza francuskim sojusznikom, stojącym po stronie Polski podczas prac Komisji Międzysojuszniczej oraz plebiscytu na Śląsku, podjął inicjatywę nadania rozmaitych honorów, w tym doktoratu honoris causa generałowi Henri le Rond. Gdy nowo powstały Uniwersytet Poznański nie zechciał się tego podjąć, zwrócił się do Uniwersytetu Jagiellońskiego, który generałowi tytuł nadał.

## Z powrotem w Błociszewie
Po powrocie ze Śląska krótko pełnił urząd Wysokiego Komisarza RP w Wolnym Mieście Gdańsku, po śmierci żony Julii z Ponikiewskich w 1923 wycofał się jednak z polityki, powrócił do Błociszewa i zajął się wychowaniem ośmiorga dzieci i prowadzeniem gospodarstwa. Udzielał się na rzecz lokalnej społeczności. Był członkiem Koła Powstańców i Wojaków w Śremie, w Błociszewie i Gaju utworzył oddział „Krakusów”, w którym krzewienie kultury fizycznej łączono z ćwiczeniami wojskowymi, zbudował strzelnicę i hipodrom, w swoim pałacu urządzał amatorskie przedstawienia teatralne. Kęszycki nadal też utrzymywał rozległe stosunki towarzyskie z wybitnymi działaczami politycznymi i osobistościami międzywojennej Polski. Gośćmi w Błociszewie bywali np. Wojciech Korfanty, Janusz Kusociński, Stefan Rowecki (późniejszy dowódca AK), Edward Raczyński (późniejszy prezydent RP w Londynie). W 1933 w czasopiśmie „Światowid” opublikował artykuł, w którym polemizował z twierdzeniami niemieckich historyków o niepolskim pochodzeniu Pomorza, przetłumaczył go też na język angielski i francuski i rozesłał do europejskich polityków i gazet. Dał także wywiad do irlandzkiej gazety „The Irish Press” w którym deklarując sympatię do kraju swojej matki oraz wiarę w podobieństwo sprawy walki o niepodległość Irlandii i Polski, apelował o poparcie dla Polski w konflikcie o korytarz gdański.
Zmarł w 1936 na zapalenie płuc w poznańskim szpitalu. Został pochowany w mundurze angielskiego marynarza w rodzinnym grobowcu w Błociszewie.

## Wspomnienia
Był autorem wspomnień pisanych w oryginale po francusku, obejmujących lata 1918–1922. Wspomnienia te, będące interesującym źródłem do historii powstania wielkopolskiego i odrodzenia państwa polskiego w byłym zaborze pruskim, obejmują trzy części:
- Część I Wspomnienia z 1919/1922. Księga I. Udział Śremu w Powstaniu wielkopolskim została wydana w 1932 r. i obejmuje okres od końcowych miesięcy I wojny światowej do lutego 1919 r., kiedy to autor zakończył udział z bronią w ręku w powstaniu wielkopolskim.
- Część II Z dni powstania wielkopolskiego została wydana dzięki staraniom syna Wojciecha w 2005 i koncentruje się na opisie działalności Naczelnej Rady Ludowej w Poznaniu i wizycie Komisji Międzysojuszniczej. Książka zawiera też wybrane fragmenty z pierwszej części wspomnień.
- Część III miała dotyczyć działalności Kęszyckiego na Górnym Śląsku. Według syna Daniela Kęszyckiego, Wojciecha, rękopis tej części został ukryty przez niego w szybie wentylacyjnym pałacu w Błociszewie w listopadzie 1939 i dotychczas nie został odnaleziony.

## Ordery i odznaczenia
- Krzyż Komandorski Orderu Odrodzenia Polski (2 maja 1923)[7][8]
- Złoty Krzyż Zasługi (13 sierpnia 1925)[9]